# Panurginus annulatus
Panurginus annulatus är en biart som först beskrevs av Frédéric Jules Sichel 1859.  Panurginus annulatus ingår i släktet bergsbin, och familjen grävbin. Inga underarter finns listade i Catalogue of Life.